# Les Derniers Jours de Frankie la Mouche
Pour plus de détails, voir Fiche technique et Distribution.
Les Derniers Jours de Frankie la Mouche (The Last Days of Frankie the Fly) est un film dramatique réalisé par Peter Markle en 1996.

## Synopsis
Frankie est un homme-à tout faire travaillant pour deux mafieux, Sal et son acolyte, Vic. Frankie se fait humilier constamment par les deux hommes. Il se rend un jour au tournage d'un film porno, réalisé par son ami Joey, diplômé d'une école de cinéma de l' Université de New York qui doit de l'argent à Sal. Frankie a un coup de foudre pour Margaret, une ancienne droguée qui veut devenir une actrice classique. Venue à Los Angeles pour poursuivre une carrière d'actrice, des situations difficiles l'ont amenée à se droguer et à se prostituer. Frankie est obsédé par l'idée de sauver Margaret et de l'empêcher de fréquenter Sal. Quand Sal fera en sorte de faire replonger Margaret dans la drogue, Frankie n'aura d'autre choix que de tuer ce dernier en le piégeant dans un terrain vague.

## Fiche technique
- Titre : Les Derniers Jours de Frankie la Mouche
- Titre original : The Last Days of Frankie the Fly
- Réalisation  : Peter Markle
- Scénario : Dayton Callie
- Musique : George S. Clinton
- Photographie : Phil Parmet
- Montage : David Campling
- Production : Peter Markle et Elie Samaha
- Société de production : Blueline Productions, Fly Productions, Millennium Films et Phoenician Films
- Pays :  États-Unis
- Durée : 96 minutes
- Date de sortie : 
  - Royaume-Uni : 24 octobre 1996

## Distribution
- Dennis Hopper : Frankie dit « la Mouche »
- Daryl Hannah : Margaret
- Kiefer Sutherland : Joey
- Michael Madsen : Sal
- Dayton Callie : Vic
- Charles Carroll : Thug
- Jack McGee : Jack
- Karen Roe : une copine de Sal
- Bert Rosario : Miguel
- Adam Scott : un coursier
- Jon Ross : un serveur
- Vanessa Ann Giorgio : une fille de salle
- David « Shark » Fralick : un acteur porno
- Jana Robbins : une infirmière
- Nicholas Mele : un homme sur la piste de course
- Frankie J. Allison : Un Ami de Vic